# Michael Schjønning-Larsen
Michael Schjønning-Larsen er en dansk-estisk fodboldspiller, der spiller for FCI Levadia Tallinn og Estlands fodboldlandshold.

## Landsholdskarriere
Den 8. juni 2024 debuterede Michael Schjønning-Larsen for Estlands fodboldlandshold i en 4-1 sejr mod Færøerne i Baltic Cup på Lilleküla Stadion.